# Powiat Pyzdrski
Der Powiat Pyzdrski war ein Powiat (deutsch Kreis) in der polnisch-litauischen Adelsrepublik (1569–1795). Der Starost hatte seinen Sitz im Schloss von Pyzdry. Der Powiat bestand bis in die preußische Zeit und wurde 1819 in den Powiat Wrzesiński überführt.
Der Powiat gehörte bis 1793 zur großpolnischen Woiwodschaft Kalisz (Województwo kaliskie). Nach der Ausgliederung der Woiwodschaft Gnesen im Jahre 1768 war er einer der drei Powiate der Woiwodschaft Kalisz. In der Ausdehnung lag er zwischen den Powiaten Kaliski und Koniński.
Der Powiat umfasste eine Fläche von 50,27 Quadratmeilen (2768,2 km²), die zuletzt auf etwa 3300 Quadratkilometer angewachsen war. Nach 1768 umfasste er die Städte Pyzdry, Brudzew, Mielżyn, Miłosław, Słupca und Żerków.
Somit hatte der historische Powiat Pyzdrski die 4–4,7-fache Ausdehnung wie der heutige Powiat Wrzesiński, dem die Stadt und Gemeinde Pyzdry seit 1999 angehört.